# جامعة ستندن قطر
جامعة ستندن قطر هو جزء سابق من جامعة ستندن للعلوم التطبيقية، والتي يوجد مقرها في هولندا. يقع الجزء السابق من جامعة ستندن قطر حاليا في شارع الجاليت ، بن عمران ، مدينة الدوحة في ولايه قطر. كانت جامعة ستندن قطر مشروعا مشتركا بين جامعة الريان التعليمية وجامعة ستندن للعلوم التطبيقية.

## التاريخ
تأسست جامعة ستندن قطر في عام 2000 برئاسة سعادة الشيخ فيصل بن قاسم آل ثاني. تقدم جامعة ستندن قطر ثلاثة برامج بكالوريوس معتمدة دوليًا لمدة أربع سنوات في إدارة الأعمال مع تخصصات في إدارة الأعمال الدولية ودراسات الإدارة وإدارة الضيافة الدولية وإدارة السياحة الدولية. يصمم الحرم الجامعي الرئيسي في هولندا جميع برامج الدراسة ويصدر شهادات معترف بها بالكامل من قبل المجلس الأعلى للتعليم في قطر.
هناك مشروع مشترك بين جامعة ستندن للعلوم التطبيقية و الريان الدولي للتعليم تأسست في عام 2000 وانتهت في عام 2020.
بالإضافة إلى ذلك، تدير جامعة ستندن قطر برنامج الجسر الأكاديمي للطلاب الذين لا يستوفون متطلبات الالتحاق ببرنامج البكالوريوس الكامل. ومن السمات المميزة لجميع البرامج أن العنصر العملي يشكل جزءًا مهمًا من الدراسات. تتم تغطية معظم الموضوعات من خلال النهج التفاعلي للتعلم القائم على حل المشكلات. يحتاج جميع الطلاب إلى إكمال التدريبات العملية والتدريب الداخلي بنجاح أثناء دراستهم والتي تُحسب ضمن رصيد دراستهم. يتم تدريس جميع الفصول باللغة الإنجليزية.
يتعين على جميع الطلاب قضاء ما مجموعه فصلين دراسيين في هولندا لإكمال جزء من دراستهم في الحرم الجامعي الرئيسي. خريجو الجامعة مجهزون جيدًا لسوق العمل المحلية والدولية حيث تتوافق جميع برامج الدراسة مع رؤية قطر الوطنية 2030.
بفضل وجود فروع جامعية في ليوواردن (هولندا)، وبالي (إندونيسيا)، ورانجسيت (تايلاند)، وبورت ألفريد (جنوب إفريقيا)، يمكن للطلاب الذهاب في جولة كبرى وإكمال جزء من دراستهم في الخارج. انضم إلى أكثر من 40 جنسية يدرسون في جامعاتهم.
في عام 2021، أوقفت ARIE تعاونها مع NHL Stenden ودخلت في شراكة أكاديمية جديدة مع جامعة ديربي في المملكة المتحدة. منذ سبتمبر 2021، تقدم الجامعة درجات جامعية ودراسات عليا معتمدة في المملكة المتحدة في إدارة الضيافة الدولية وإدارة السياحة الدولية وإدارة الأعمال الدولية. حاليًا، تقدم ARIU مجموعة من ثمانية برامج أكاديمية بكالوريوس في إدارة الأعمال الدولية، وبكالوريوس في إدارة الضيافة الدولية، وبكالوريوس في إدارة السياحة الدولية، وماجستير إدارة الأعمال العالمية، وماجستير في إدارة السياحة، وماجستير إدارة الأعمال العالمية في إدارة الضيافة، وبكالوريوس في إدارة الفعاليات وبكالوريوس في المحاسبة والمالية.
كلية الريان الدولية الجامعية (ARIU) هي خليفة أول جامعة خاصة في دولة قطر، والتي فتحت أبوابها في سبتمبر 2000. لأكثر من 24 عامًا، تخصصت الجامعة في تقديم درجات علمية مرتبطة بالأعمال مع التركيز على السياحة والضيافة ودراسات الأعمال الدولية. من عام 2000 إلى عام 2021، عملت الجامعة تحت اسم جامعة ستندن قطر كجزء من التعاون بين الريان للتعليم الدولي (ARIE) وجامعة NHL ستندن للعلوم التطبيقية في هولندا.
تتمتع جامعة أريج بتراخيص كاملة ومعترف بها من قبل هيئات التعليم العالي في قطر، وبرامجها معتمدة وطنياً ودولياً.
تعد جامعة أريج بالشراكة مع جامعة داربي مؤسسة تعليم عالي متميزة ومقدم رائد للتعليم الجامعي في قطر ومنطقة دول مجلس التعاون الخليجي وعلى المستوى الدولي. يقع الحرم الجامعي في الخليج الغربي، منطقة الأعمال الرئيسية في الدوحة.

## الدرجات العلمية المعتمدة في المملكة المتحدة
برامج البكالوريوس
بكالوريوس إدارة الضيافة الدولية (مع مرتبة الشرف)
بكالوريوس إدارة السياحة الدولية (مع مرتبة الشرف)
بكالوريوس إدارة الأعمال الدولية (مع مرتبة الشرف)
برامج الماجستير
ماجستير إدارة الضيافة العالمية
ماجستير إدارة السياحة
ماجستير إدارة الأعمال العالمية
تعد كلية الريان الجامعية الدولية (ARIU) ضمن قائمة الجامعات المدعومة من قبل وزارة التعليم والتعليم العالي

## أنظر أيضا
- قائمة الجامعات والكليات في قطر

## الروابط خارجية
- الموقع الرسمي لجامعة ستندن قطر